# The Last Waltz (песня)
«The Last Waltz» («Последний вальс») — песня Энгельберта Хампердинка. В сентябре—октябре 1967 года он провёл с ней пять недель на 1-м месте британского хит-парада.

## Список композиций
| №  | Название         | Длительность |
| -- | ---------------- | ------------ |
| 1. | «The Last Waltz» | 2:58         |
| 2. | «That Promise»   | 2:48         |

## Кавер-версии
Песня была адаптирована на многие европейские языки, включая французский («La dernière valse» Мирей Матьё), немецкий («Der letzte Walzer» Петера Александера) и итальянский («L’ultimo valzer» Далиды).

## Чарты
| Чарт (1967)                     | Высш. поз. |
| ------------------------------- | ---------- |
| Австрия (Ö3 Austria Top 40)     | 3          |
| Бельгия/Фландрия (Ultratop 50)  | 1          |
| Бельгия/Валлония (Ultratop 50)  | 7          |
| Германия (GfK)                  | 14         |
| Ирландия (IRMA)                 | 1          |
| Нидерланды (Single Top 100)     | 9          |
| Норвегия (VG-lista)             | 3          |
| Швейцария (Schweizer Hitparade) | 9          |
| Великобритания (OCC UK Singles) | 1          |
| США (Billboard Hot 100)         | 25         |